# Хаяси, Масуми
Масуми Хаяси (яп. 林 真須美 Хаяси Масуми, р. 22 июля 1961 года) — японская женщина, осуждённая за то, что в 1998 году на летнем фестивале (мацури) в городе Вакаяма подмешала в горшок с карри мышьяк, от отравления которым умерли 4 человека.

## Биография
Масуми Хаяси родилась в Вакаяме. 25 июля 1998 года на летнем фестивале в Вакаяме она отравила большой горшок с карри по меньшей мере килограммом мышьяка. Этой дозы достаточно, чтобы убить более сотни людей. В результате четверо жителей Вакаямы скончались, ещё 65 испытали тяжёлое отравление. Погибшими оказались Такатоси Танинака (64 года, председатель муниципалитета), Такааки Танака (53 года, заместитель председателя), Миюки Тории (16 лет) и Хиротака Хаяси (10 лет).
О причине отравления полиция узнала лишь спустя некоторое время, когда двое людей, регулярно обедавших у местной семейной пары, также отравились мышьяком. Выяснилось, что в 1985 году ещё один мужчина, работавший на эту пару, умер при загадочных обстоятельствах. В отравлениях обвинили 37-летнюю на тот момент Масуми Хаяси, мать четверых детей, работавшую страховым агентом, которая была арестована 4 октября 1998 года. В качестве мотива называлось стремление получить страховую выплату за этих людей с помощью мошенничества. Ранее Хаяси с мужем уже были судимы за страховые мошенничества. Доступ к мышьяку у женщины был — её муж, занимавшийся уничтожением насекомых, использовал мышьяк в своей работе. На фестивале в Вакаяме она, судя по всему, стремилась убить как можно больше людей, поскольку страховала многих из них и надеялась получить за них деньги. Сама Хаяси указывает в качестве причины злость на соседей, которые, по её словам, сторонились её семьи.

## Суд
На суде Хаяси виновной себя не признавала. В 2002 году была приговорена к смертной казни. 28 июня 2005 года Верховный суд в Осаке поддержал приговор, но её адвокаты настаивали на её невиновности. 21 апреля 2009 года Верховный суд Японии отклонил её прошение об апелляции. В июле того же года Хаяси ходатайствовала о пересмотре дела, лишь в марте 2017 года ходатайство было отклонено. Преступление вызвало большой общественный резонанс. После этого случая произошло немало подобных убийств, мотивом которых было подражание Хаяси.